# 家道
家道（かどう）とは、特定の家において代々伝えられてきた技能・芸能のこと。

## 概要
本来、「家道」とはその家が治まるためにその構成員が家の中で守るべき道徳や家政、家計の類を指す言葉であった。
中世以後、技能・芸能を家業とする特定の家の間で、それぞれの家が持つ技能・芸能の世界とその背景に存在する専門性・普遍性・伝承性・権威性などの価値観を「道」に擬えて、家と道（技能・芸能）の関係が説かれるようになった。
家の存続・発展と道の存続・発展は密接につながり合っており、家は道を追求するために存在し、道が家によって保持されるという補完関係にあると考えられてきたが、その中でも世代を越えて連綿と継承されていく伝承性とその分野における指導的な地位・存在を保持し続ける権威性は特に重んじられた。従って、個人が単に技能・資質が備わっているだけでは不十分で、実際の血縁関係、もしくは擬似血縁関係で結ばれた重代・譜第（譜代）であることが、道を有する家と認められるためには重要な要件とされていた。だが、家を保持継承するためには稽古を積み重ねて各分野における固有の「型」を習得する必要があり、その上で1代に1人もしくは少数にしか伝えられない口伝を伝授される必要があった。その「型」を習得できない者は、たとえ実際の血縁関係に基づく次世代の人間でも後継者とは認められない場合もあり得た（世阿弥『風姿花伝』別紙口伝）。
近世以後、家と道の関係・理念は近世以後はこれを享受する層と分野が更に拡大され、家元制度と芸道理念へと発展・継承することとなる。